# 龚达发
龚达发（1951年12月17日—2020年5月23日），湖北洪湖人，中国新闻工作者，人民日报社文艺部原主任。

## 生平
1951年生于湖北省洪湖县。曾任华中师范学院中文系73级4班班长，毕业后分配到人民日报编辑部工作。1978年参与筹建人民日报科教部（教科文部），任编辑。1981年初派驻人民日报驻湖北记者站工作，历任记者、首席记者，1992年任站长。其驻站时间之长达到人民日报历史之最。1999年被评为高级记者。2005年任人民日报记者部主任。2010年底调任文艺部主任。2013年1月退休。2020年5月23日7时37分在武汉逝世。

## 荣誉
- 第八届长江韬奋奖长江奖（2007年）[5]

## 代表性文章
| 标题                         | 刊载日期      | 获奖                 |
| ---------------------------- | ------------- | -------------------- |
| 《二汽在改革开放中走向世界》 | 1987年9月13日 |                      |
| 《在烈火中曝光 》            | 1989年1月6日  | 人民报社总编辑特别奖 |
| 《武钢转变经营战略》         | 1995年12月1日 | 中国新闻奖二等奖     |
| 《优秀信访干部吴天祥》       | 1996年3月26日 | 好新闻一等奖         |
| 《三峡工程:一部民族史诗》    | 1997年11月6日 | 三峡报道好新闻一等奖 |